# Jungjong de Joseon
Jungjong de Joseon (25 de abril de 1488-9 de diciembre de 1544), nombre personal: Yi Yeok (en hangul, 이역; en hanja, 李懌), inicialmente titulado Gran Príncipe Jinseong (en hangul, 진성대군; en hanja, 晉城大君), fue el undécimo monarca de la dinastía Joseon de Corea. Accedió al trono tras la deposición de su medio hermano mayor, el tiránico Yeonsangun.

## Biografía

### Ascenso al trono
En septiembre de 1506, el día en que Yeonsangun fue depuesto, soldados pertenecientes a los líderes del golpe rodearon la casa del gran príncipe Jinseong. Estuvo a punto de suicidarse, pensando que su medio hermano mayor finalmente iba a matarlo, pero después de ser disuadido por su esposa, la Sra. Shin (más tarde conocida como Reina Dangyeong), el gran príncipe Jinseong se convirtió en el undécimo rey de Joseon.

### Las reformas de Jo Gwang-jo
Jungjong se esforzó en borrar los restos de la era de Yeonsangun, reabriendo la universidad real (Sungkyunkwan) y la Oficina de Censores (que criticaba las acciones inapropiadas del rey). Sin embargo, durante los primeros días de su reinado, el nuevo rey no pudo ejercer libremente el poder real, ya que quienes lo habían elevado al trono tenían un inmenso control sobre el país. En los siguientes ocho años tres de los principales líderes del golpe murieron de vejez o por causas naturales, y entonces Jungjong sí comenzó a hacer valer su autoridad. De este modo llevó a cabo reformas a gran escala con la ayuda de Jo Gwang-jo y otros eruditos <i>sarim</i>, a pesar de la gran oposición por parte de los nobles conservadores que habían participado en la rebelión de 1506.
Jo Gwang-jo fortaleció la autonomía local estableciendo un sistema de autogobierno llamado hyangyak; promovió los escritos confucianos traduciéndolos al hangul (escritura nativa coreana) y distribuyéndolos ampliamente; impulsó una reforma agraria que distribuiría la tierra de manera más equitativa entre ricos y pobres; e introdujo un sistema complementario para reclutar personas de talento para el gobierno y la administración. Este erudito neoconfuciano creía que cualquier persona con talento, incluidos los esclavos, debería contar con la posibilidad de ser nombrado funcionario independientemente de su estatus social. Los Anales de la dinastía Joseon afirman que durante su tiempo como Inspector General (Daesaheon; 대사헌), hizo cumplir las leyes estrictamente para que ningún funcionario se atreviera a recibir un soborno o explotar a la población local.
Si bien Jungjong y Jo Gwang-jo compartían una pasión común por la agenda reformista, el primero estaba interesado principalmente en sentar sobre bases sólidas la autoridad real, mientras que el segundo estaba más preocupado por la ideología neoconfuciana, según la cual quienes gobiernan deben ser un ejemplo virtuoso para el pueblo. Con el tiempo, sin embargo, el carácter intransigente de Jo y sus frecuentes protestas empezaron a irritar al rey.
A finales de 1519, los funcionarios conservadores idearon un plan para debilitar aún más la influencia de Jo Gwang-jo: usaron miel para escribir Ju Cho Wi Wang (en hangul, 주초위왕; en hanja, 走肖爲王; significado, ‘Ju Cho será rey’) en hojas de morera, para que las orugas dejaran las mismas palabras como si estuvieran en una manifestación sobrenatural. Cuando los caracteres hanja走 (ju) y 肖 (cho) se juntan, forman el carácter 趙 (jo), y el significado de la expresión cambia a «Jo [Gwang-jo] será rey». El incidente recordó otro suceso que había tenido lugar antes de la caída de la dinastía Goryeo, cuando la frase Mok Ja Deuk Guk (en hangul, 목자득국; en hanja, 木子得國; significado, ‘El hijo de la madera ganará el país’) En este caso, los caracteres combinados 木 ('madera') y 子 ('hijo') forman el carácter 李 ('yi'), que era el apellido del general Yi Seong-gye (más tarde conocido como rey Taejo, fundador de Joseon).
El único cabecilla vivo del golpe de 1506, Hong Gyeong-ju (en hangul, 홍경주; en hanja, 洪景舟), utilizó este suceso para provocar que aumentaran las sospechas y temores de Jungjong. Finalmente, en enero de 1520, Jo Gwang-jo fue ejecutado bajo la acusación de faccionalismo, y muchos de sus seguidores fueron enviados al exilio, mientras que sus programas de reforma radical fueron abruptamente abandonados. El incidente se conoció como la Tercera Purga Literaria (en hangul, 기묘사화; en hanja, 己卯士禍; romanización revisada, Gimyo Sahwa).

### Gobierno de los cuñados
Después de la eliminación de Jo Gwang-jo, Jungjong nunca más tuvo la oportunidad de gobernar por sí solo. Su reinado estuvo lastrado por luchas tumultuosas entre varias facciones conservadoras, cada una de ellas respaldada por una de las esposas o concubinas del rey.
En 1524, Nam Gon y Shim Jung derrocaron al funcionario corrupto Gim Ahn-ro (en hangul, 김안로; en hanja, 金安老), pero este logró regresar al poder y se vengó acusando a la noble consorte real Gyeong (una de las concubinas del rey) de conspirar contra el príncipe heredero, lo que llevó a la ejecución de esta junto con su único hijo, el príncipe Bokseong. Después de este caso, Gim Ahn-ro comenzó a utilizar la protección del príncipe heredero como excusa para comenzar un reinado de terror contra sus enemigos, e incluso intentó deponer a la tercera esposa de Jungjong, la reina Munjeong, después de que ella diera a luz a un hijo (el futuro rey Myeongjong). Finalmente encontró su perdición a manos de los hermanos de la reina, Yun Won-ro y Yun Won-hyeong. A pesar de estos acontecimientos, Yun Im, hermano mayor de la difunta reina Janggyeong y aliado de Gim Ahn-ro, pudo mantener su posición y preservar la posición de su sobrino como heredero al trono.
Los estudiosos y funcionarios se reunieron entonces alrededor de dos nuevos centros de poder, y cada grupo se desarrolló en facciones políticas separadas. El partido de Yun Im pasó a ser conocido como «Gran Yun» y el partido de los hermanos Yun como «Yun Menor». Este conflicto provocó la Cuarta Purga Literaria (en hangul, 을사사화; en hanja, 乙巳士禍; romanización revisada, Ulsa Sahwa) después de la muerte de Jungjong.
A medida que la corte real se fue debilitando por las continuas luchas de poder internas, las fuerzas extranjeras que los monarcas anteriores habían logrado tener a raya volvieron a constitur una amenaza, incluso con efectos mucho mayores. Los wakō, piratas japoneses, a menudo saqueaban las regiones costeras del sur, mientras que los yurchen atacaban la frontera norte en numerosas ocasiones, desangrando al ejército.

### Muerte
El rey murió el 29 de noviembre de 1544 y fue enterrado originalmente en Goyang, provincia de Gyeonggi. Posteriormente fue trasladado al Cúmulo Seonjeongneung, en Seúl, el cementerio de sus padres, el rey Seongjong y la reina Jeonghyeon. La tumba se llama Jeongneung (정릉).
El trono pasó a su hijo mayor legítimo, el príncipe heredero Yi Ho (honrado póstumamente como rey Injong ), quien murió sin descendencia menos de un año después y fue sucedido por su medio hermano menor, el gran príncipe Gyeongwon (hoy conocido como Rey Myeongjong).

## Familia
- Padre: rey Seongjong de Joseon (20 de agosto de 1457-20 de enero de 1494) ( 조선 성종)
  - Abuelo: Deokjong de Joseon (1438-2 de septiembre de 1457) ( 조선 덕종)
  - Abuela: reina Sohye, del clan Cheongju Han (7 de octubre de 1437-11 de mayo de 1504) ( 소혜왕후 한씨)
- Madre: reina Jeonghyeon del clan Papyeong Yun (21 de julio de 1462-13 de septiembre de 1530) ( 정현왕후 윤씨)[3]
  - Abuelo: Yun Ho (1424-9 de abril de 1496) (윤호)[4]
  - Abuela: princesa consorte interna Yeonan, del clan Damyang Jeon (연안부부인 담양 전씨) (1421-1500)

Consortes y su descendencia:
1. Reina Dangyeong, del clan Geochang Shin (26 de febrero de 1487-6 de enero de 1558) (단경왕후 신씨). Sin descendencia.
2. Reina Janggyeong, del clan Papyeong Yun (19 de agosto de 1491-26 de marzo de 1515) (장경왕후 윤씨).
  1. Yi Ok-ha, Princesa Hyohye (13 de junio de 1511-6 de mayo de 1531) (효혜공주 이옥하), primera hija.[5]
  2. Príncipe heredero Yi Ho (10 de marzo de 1515-7 de agosto de 1545) (왕세자 이호), cuarto hijo.
3. Reina Munjeong, del clan Papyeong Yun (12 de diciembre de 1501-15 de mayo de 1565) (문정왕후 윤씨).[6]
  1. Yi Ok-hye, Princesa Uihye (1521-1564) (의혜공주 이옥혜), séptima hija.[7]
  2. Yi Ok-rin, Princesa Hyosun (1522-1538) (효순공주 이옥린), octava hija.[8][9]
  3. Yi Ok-hyeon, Princesa Gyeonghyeon (1530-1584) (경현공주 이옥현), undécima hija.[10]
  4. Yi Hwan, Gran Príncipe Gyeongwon (3 de julio de 1534-3 de agosto de 1567) (이환 경원대군), décimo hijo.
  5. Princesa Insun (1542-1545) (인순공주), duodécima hija.[11]
4. Noble Consorte Real Gyeong, del clan Miryang Park (1492-25 de junio de 1533) (경빈 박씨).[12]
  1. Yi Mi, Príncipe Bokseong (28 de septiembre de 1509-18 de junio de 1533) (이미 복성군), primer hijo.[13][14]
  2. Yi Cheol-hwan, Princesa Hyesun (12 de febrero de 1512–1583) (혜순옹주 이철환), segunda hija.[15]
  3. Yi Seok-hwan, Princesa Hyejeong (27 de octubre de 1514-1580) (혜정공주 이석환), tercera hija.[16]
5. Noble Consorte Real Hui, del clan Namyang Hong (27 de mayo de 1494-11 de diciembre de1581) (희빈 홍씨)[17][18]
  1. Yi Yeong, Príncipe Geumwon (1513-1562) (이영 금원군), tercer hijo.[19][20]
  2. Yi Wan, Príncipe Bongseong (1528-1547) (이완 봉성군), séptimo hijo.[21][22]
  3. Undécimo hijo (? – ?).[23]
  4. Duodécimo hijo (? – ?).[23]
  5. Decimotercer hijo (? – ?).[23]
6. Noble Consorte Real Chang, del clan Ansan Ahn (11 de septiembre de 1499-17 de noviembre de 1549) (창빈 안씨).[24]
  1. Yi Geo, Príncipe Yeongyang (24 de abril de 1521-27 de julio de 1561) (이거 영양군), quinto hijo.[25]
  2. Yi Seon-hwan, Jeongsin (1526-1552) (정신옹주 이선환), décima hija.[26]
  3. Yi Cho, Gran Príncipe Interno Deokheung (2 de abril de 1530 – 14 de junio de 1559) (이초 덕흥대원군), noveno hijo.[27]
  4. Yi Su (이수) (?–?), decimocuarto hijo.
7. Consorte Real Gwi-in, del clan Cheongju Han (1500-1571) (귀인 한씨)[28]
  1. Octavo hijo (1528-1528)
8. Consorte Real Suk-ui, del clan Naju Na (1489-1514) (숙의 나씨), sin descendencia.[29]
9. Consorte Real Suk-ui, del clan Gyeongju Yi (?-1524) (숙의 이씨)[30]
  1. Yi Gi, Príncipe Deokyang (31 de octubre de 1524 – 22 de julio de 1581) (이기 덕양군), sexto hijo.[31][32]
10. Consorte Real Suk-ui, del clan Namyang Hong (숙의 홍씨).
  1. Yi Hui, Príncipe Haean (15 de junio de 1511-4 de agosto de 1573) (이희 해안군), segundo hijo.[33][34][35]
11. Consorte Real Suk-ui, del clan Kim (?- 1562) (숙의 김씨).[36]
  1. Yi Su-hwan, Princesa Sukjeong (1525-1564) (숙정옹주 이수환), novena hija.[37]
12. Consorte Real Suk-won, del clan Daewon Yi (?-1520) (숙원 이씨).[38][39]
  1. Yi Jeong-hwan, Princesa Jeongsun (18 de diciembre de 1517-22 de septiembre de 1581) (정순옹주 이정환), quinta hija.[40][41]
  2. Yi Sun-hwa, Princesa Hyojeong (1520-1544) (효정옹주 이순환), sexta hija.[42]
13. Desconocida.
  1. Yi Wol-hwan, cuarta hija (이월환),(1516-?)[43]

|  |                                                                                     |  |  |  |  |  |  |  |  |  |  |  |  |  |  |  |
|  | 16. Rey Sejong de Joseon (조선 세종)                                                |  |  |  |  |  |  |  |  |  |  |  |  |  |  |  |
|  |                                                                                     |  |  |  |  |  |  |  |  |  |  |  |  |  |  |  |
|  |                                                                                     |  |  |  |  |  |  |  |  |  |  |  |  |  |  |  |
|  | 8. Rey Sejo de Joseon (조선 세조)                                                   |  |  |  |  |  |  |  |  |  |  |  |  |  |  |  |
|  |                                                                                     |  |  |  |  |  |  |  |  |  |  |  |  |  |  |  |
|  |                                                                                     |  |  |  |  |  |  |  |  |  |  |  |  |  |  |  |
|  | 17. Reina Soheon, del clan Cheongsong Shim (소헌왕후 심씨)                          |  |  |  |  |  |  |  |  |  |  |  |  |  |  |  |
|  |                                                                                     |  |  |  |  |  |  |  |  |  |  |  |  |  |  |  |
|  |                                                                                     |  |  |  |  |  |  |  |  |  |  |  |  |  |  |  |
|  | 4. Rey Deokjong de Joseon (조선 덕종)                                               |  |  |  |  |  |  |  |  |  |  |  |  |  |  |  |
|  |                                                                                     |  |  |  |  |  |  |  |  |  |  |  |  |  |  |  |
|  |                                                                                     |  |  |  |  |  |  |  |  |  |  |  |  |  |  |  |
|  | 18. Yun Beon, Príncipe interno Papyeong y duque Jeongjeong (파평부원군 정정공 윤번) |  |  |  |  |  |  |  |  |  |  |  |  |  |  |  |
|  |                                                                                     |  |  |  |  |  |  |  |  |  |  |  |  |  |  |  |
|  |                                                                                     |  |  |  |  |  |  |  |  |  |  |  |  |  |  |  |
|  | 9. Reina Jeonghui, del clan Papyeong Yun (정희왕후 윤씨)                            |  |  |  |  |  |  |  |  |  |  |  |  |  |  |  |
|  |                                                                                     |  |  |  |  |  |  |  |  |  |  |  |  |  |  |  |
|  |                                                                                     |  |  |  |  |  |  |  |  |  |  |  |  |  |  |  |
|  | 19. Dama Yi, del clan Incheon Yi (인천 이씨)                                        |  |  |  |  |  |  |  |  |  |  |  |  |  |  |  |
|  |                                                                                     |  |  |  |  |  |  |  |  |  |  |  |  |  |  |  |
|  |                                                                                     |  |  |  |  |  |  |  |  |  |  |  |  |  |  |  |
|  | 2. Rey Seongjong de Joseon (조선 성종)                                              |  |  |  |  |  |  |  |  |  |  |  |  |  |  |  |
|  |                                                                                     |  |  |  |  |  |  |  |  |  |  |  |  |  |  |  |
|  |                                                                                     |  |  |  |  |  |  |  |  |  |  |  |  |  |  |  |
|  | 20. Han Yeong-jeong (한영정)                                                        |  |  |  |  |  |  |  |  |  |  |  |  |  |  |  |
|  |                                                                                     |  |  |  |  |  |  |  |  |  |  |  |  |  |  |  |
|  |                                                                                     |  |  |  |  |  |  |  |  |  |  |  |  |  |  |  |
|  | 10. Han Hwak, Príncipe interno Seowon y duque Yangjeol (서원부원군 양절공 한확)     |  |  |  |  |  |  |  |  |  |  |  |  |  |  |  |
|  |                                                                                     |  |  |  |  |  |  |  |  |  |  |  |  |  |  |  |
|  |                                                                                     |  |  |  |  |  |  |  |  |  |  |  |  |  |  |  |
|  | 21. Dama Gim, del clan Uiseong Gim (의성 김씨)                                      |  |  |  |  |  |  |  |  |  |  |  |  |  |  |  |
|  |                                                                                     |  |  |  |  |  |  |  |  |  |  |  |  |  |  |  |
|  |                                                                                     |  |  |  |  |  |  |  |  |  |  |  |  |  |  |  |
|  | 5. Reina Sohye, del clan Cheongju Han (소혜왕후 한씨)                               |  |  |  |  |  |  |  |  |  |  |  |  |  |  |  |
|  |                                                                                     |  |  |  |  |  |  |  |  |  |  |  |  |  |  |  |
|  |                                                                                     |  |  |  |  |  |  |  |  |  |  |  |  |  |  |  |
|  | 22. Hong Yeo-bang (홍여방)                                                          |  |  |  |  |  |  |  |  |  |  |  |  |  |  |  |
|  |                                                                                     |  |  |  |  |  |  |  |  |  |  |  |  |  |  |  |
|  |                                                                                     |  |  |  |  |  |  |  |  |  |  |  |  |  |  |  |
|  | 11. Dama Hong, del clan Namyang Hong (남양 홍씨)                                    |  |  |  |  |  |  |  |  |  |  |  |  |  |  |  |
|  |                                                                                     |  |  |  |  |  |  |  |  |  |  |  |  |  |  |  |
|  |                                                                                     |  |  |  |  |  |  |  |  |  |  |  |  |  |  |  |
|  | 23. Dama Jeong, del clan Dongnae Jeong (동래 정씨)                                  |  |  |  |  |  |  |  |  |  |  |  |  |  |  |  |
|  |                                                                                     |  |  |  |  |  |  |  |  |  |  |  |  |  |  |  |
|  |                                                                                     |  |  |  |  |  |  |  |  |  |  |  |  |  |  |  |
|  | 1. Jungjong de Joseon                                                               |  |  |  |  |  |  |  |  |  |  |  |  |  |  |  |
|  |                                                                                     |  |  |  |  |  |  |  |  |  |  |  |  |  |  |  |
|  |                                                                                     |  |  |  |  |  |  |  |  |  |  |  |  |  |  |  |
|  | 24. Yun Geun (윤곤)                                                                 |  |  |  |  |  |  |  |  |  |  |  |  |  |  |  |
|  |                                                                                     |  |  |  |  |  |  |  |  |  |  |  |  |  |  |  |
|  |                                                                                     |  |  |  |  |  |  |  |  |  |  |  |  |  |  |  |
|  | 12. Yun Sam-san (윤삼산)                                                            |  |  |  |  |  |  |  |  |  |  |  |  |  |  |  |
|  |                                                                                     |  |  |  |  |  |  |  |  |  |  |  |  |  |  |  |
|  |                                                                                     |  |  |  |  |  |  |  |  |  |  |  |  |  |  |  |
|  | 25. Dama Han, del clan Cheongju Han (청주 한씨)                                     |  |  |  |  |  |  |  |  |  |  |  |  |  |  |  |
|  |                                                                                     |  |  |  |  |  |  |  |  |  |  |  |  |  |  |  |
|  |                                                                                     |  |  |  |  |  |  |  |  |  |  |  |  |  |  |  |
|  | 6. Yun Ho (윤호)                                                                    |  |  |  |  |  |  |  |  |  |  |  |  |  |  |  |
|  |                                                                                     |  |  |  |  |  |  |  |  |  |  |  |  |  |  |  |
|  |                                                                                     |  |  |  |  |  |  |  |  |  |  |  |  |  |  |  |
|  | 13. Dama Yi, del clan Goseong Yi (고성 이씨)                                        |  |  |  |  |  |  |  |  |  |  |  |  |  |  |  |
|  |                                                                                     |  |  |  |  |  |  |  |  |  |  |  |  |  |  |  |
|  |                                                                                     |  |  |  |  |  |  |  |  |  |  |  |  |  |  |  |
|  | 3. Reina Jeonghyeon, del clan Papyeong Yun (정현왕후 윤씨)                          |  |  |  |  |  |  |  |  |  |  |  |  |  |  |  |
|  |                                                                                     |  |  |  |  |  |  |  |  |  |  |  |  |  |  |  |
|  |                                                                                     |  |  |  |  |  |  |  |  |  |  |  |  |  |  |  |
|  | 14. Jeon Jwa-myeong (전좌명)                                                        |  |  |  |  |  |  |  |  |  |  |  |  |  |  |  |
|  |                                                                                     |  |  |  |  |  |  |  |  |  |  |  |  |  |  |  |
|  |                                                                                     |  |  |  |  |  |  |  |  |  |  |  |  |  |  |  |
|  | 7. Dama Jeon, del clan Damyang Jeon (담양 전씨)                                     |  |  |  |  |  |  |  |  |  |  |  |  |  |  |  |
|  |                                                                                     |  |  |  |  |  |  |  |  |  |  |  |  |  |  |  |
|  |                                                                                     |  |  |  |  |  |  |  |  |  |  |  |  |  |  |  |
|  | 15. Dama Yi, del clan Jeonju Yi (전주 이씨)                                         |  |  |  |  |  |  |  |  |  |  |  |  |  |  |  |
|  |                                                                                     |  |  |  |  |  |  |  |  |  |  |  |  |  |  |  |
|  |                                                                                     |  |  |  |  |  |  |  |  |  |  |  |  |  |  |  |

## Legado
Si bien Jungjong fue un administrador bueno y capaz, especialmente durante el período de reforma dirigido por Jo Gwang-jo, los historiadores lo ven como un rey fundamentalmente débil que se dejó influir con demasiada facilidad tanto por Jo Gwang-jo como por los ministros conservadores que lo colocaron en el trono. A veces se le ve como una figura trágica que se vio obligada a convertirse en rey y deponer a su amada esposa bajo la presión de los golpistas, que también habían sido responsables de la muerte de su padre. Más recientemente, algunos historiadores han sugerido que Jungjong en realidad no fue manipulado por sus ministros y cuñados, sino que los utilizó para deshacerse de unos y de otros, enfrentándolos mutuamente, y fortalecer de este modo la autoridad real. Sin embargo, si ese fue realmente el proyecto, no obtuvo el éxito esperado. En cualquier caso, el reinado de Jungjong estuvo marcado por mucha confusión, violencia, corrupción e intrigas judiciales. De entre todos sus aspectos negativos, el reinado ha sido criticado especialmente por permitir la Tercera Purga de Literatos y por ordenar la ejecución de Jo Gwang-jo por cargos falsos.

## En la cultura popular
- Interpretado por Lee Gyung-yung en la película de 1988 Diario del rey Yeonsan.
- Interpretado por Choi Jong-hwan en la serie de televisión de SBS de 2001-2002 Ladies of the Palace y en la serie de televisión de SBS de 2017 Saimdang, Memoir of Colors.
- Interpretado por Im Ho en la serie de televisión de MBC de 2003-2004, Dae Jang Geum.
- Interpretado por Park Chan-hwan en la serie de televisión KBS2 de 2006, Hwang Jini.
- Interpretado por Noh Young-hak en la serie de televisión de SBS de 2007-2008 The King and I.
- Interpretado por Choi Il-hwa en la serie de televisión KBS2 de 2013 El fugitivo de Joseon.
- Interpretado por Go Kyung-pyo en la película de 2015 The Treacherous.
- Interpretado por Kim Beop-rae en la serie de televisión MBC de 2016 The Flower in Prison.
- Interpretado por Baek Seung-hwan y Yeon Woo-jin en la serie de televisión KBS2 de 2017 Queen for Seven Days.
- Interpretado por Park Hee-soon en la película Monstrum de 2018.